# 알렉산드르 미나예프
알렉산드르 프로코피예비치 미나예프(러시아어: Александр Прокофьевич минаев, 1953년 ~ )는 러시아의 외교관이다. 언론 보도를 보면 남북한에서 알렉산드르 미나예프란 이름으로 활동중인 러시아 외교관은 동명이인이 있는 것으로 보인다.

## 관련 보도
1994년 7월, 김일성이 사망했다. 주러시아 대한민국 대사관의 김명배 정무공사(1급)는 평소에 가깝게 지내던 러시아 외무성의 벨리 아주국 국장(후에 주일 러시아 대사 역임)을 만나 김주석 사망 이후 북한 정세를 잘 분석해 줄 수 있는 북한문제 전문가를 소개해 줄 것을 부탁했더니 마침 평양주재 러시아 대사관의 미나예프 정무참사관이 휴가차 모스크바에 와 있으니 오늘 밤에 만나서 들어보라고 했다. 미나예프는 김일성 대학교 조선어학부 출신으로 한국어를 모국어처럼 구사한다.
2008년 4월, 신동아가 알렉산드르 프로코피예비치 미나예프(55) 주한 러시아 대사관 정무참사관이 검찰과 국정원의 내사를 받았다고 보도했다. 참사관(counsellor)은 한국의 3급 외교관 직급이다. 미나예프는 23년째 남한과 북한 업무를 담당하고 있는 러시아 외교관이다. 러시아 외무부는 신동아의 기사에 화를 내며 공식 서한을 한국 외무부에 보내 미나예프를 비방하고 공격한 한국 정부 관련자에 대한 문책을 요구했다. 한국 정부의 미나예프 공격에 대한 보복으로 러시아는 유일하게 고등훈련을 받던 러시아어가 유창한 고산을 퇴출하고, 고등 훈련을 받지 못하고 러시아어를 전혀 못하는 이소연을 최종 우주인으로 선정했다.
2014년 1월 20일, 안철수 의원이 의원회관 사무실에서 콘스탄틴 브누코프 주한 러시아 대사와 만났다. 알렉산드르 미나예프 수석정치참사관, 드미트리 쿨킨 1등서기관도 배석했다. 한국 외무부에서 참사관(counsellor)은 3급 공무원, 1등서기관(1st secretary)은 4급 공무원이다. 주한러시아대사관에는 러시아 외교관 60명이 있으며, 참사관이 4명이다.
2017년 7월 31일, 러시아가 북한에 지원하는 밀가루 800t이 함경북도 청진항에 도착했다. 러시아가 세계식량계획(WFP)을 통해 지원하는 것으로, 강원도와 양강도 지방의 어린이와 수유모, 임산부 등 취약계층을 위한 영양 보충제와 고열량 비스킷을 제조하는 데 쓰일 예정이다. 밀가루 전달식에는 러시아 측에서 알렉산드르 미나예프 북한 주재 러시아 대사관 수석 참사관이, WFP에서는 스벤 텔린 평양사무소장 대행이 참석했다.
2017년 8월 15일, 북한 조선중앙통신은 알렉산드르 미나예프 임시 대사대리 등 북한 주재 러시아 대사관 관계자들이 평양 모란봉에 있는 해방탑에 헌화했다고 전했다.